# Dialetto inuktun
L'inuktun (anche inuit polare o eschimese polare; in kalaallisut: Avanersuarmiutut; in danese: Thulesproget) è un dialetto della lingua inuktitut canadese orientale, parlato approssimativamente dai 1000 indigeni Inughuit che abitano nei più settentrionali insediamenti del pianeta, quelli di Qaanaaq e dei vicini villaggi della Groenlandia del Nord.
Tutti coloro che parlano Inuktun parlano anche la lingua groenlandese standard (kalaallisut) e molti di loro anche il danese; alcuni anche l'inglese. Oltre che a Qaanaaq, l'Inuktun è parlato nei villaggi di Muriuhaq, Hiurapaluk, Qikiqtat, Qikiqtarhuaq e Havighivik (i nomi sono in Inuktun).
La lingua fu descritta per la prima volta dagli esploratori Knud Rasmussen e Peter Freuchen, che viaggiarono attraverso la Groenlandia del Nord nei primi del Novecento e stabilirono un avamposto commerciale a Dundas nel 1910.
L'Inuktun non ha una sua ortografia e non è insegnato nelle scuole: tuttavia quasi tutti gli abitanti di Qaanaaq e dintorni usano l'Inuktun come lingua per la comunicazione quotidiana.
L'idioma è una delle lingue eschimo-aleutine e dialettologicamente si trova tra il Kalaallisut groenlandese e l'Inuktitut canadese. Gli Inuit del Polo furono gli ultimi a fare la traversata dal Canada alla Groenlandia, probabilmente solo nel XVIII secolo. La lingua differisce dal Kalallisut sostituendo la /s/ groenlandese con il suono di una h, spesso pronunciata come una palatale fricativa alla tedesca (Ich); inoltre consente più combinazioni di consonanti rispetto al Kalaallisut. Vi sono altre differenze grammaticali e lessicali di minore rilevanza.

## Vocali
|              | Inizio | Centro | Fine |
| ------------ | ------ | ------ | ---- |
| Vocali Alte  | i      |        | u    |
| Vocali Basse |        | a      |      |

## Consonanti
Oltre alle normali consonanti semplici ci sono altre cinque consonanti che esistono solo in forma geminata (cioè come doppia): /ss/, /ts/, /gh/, /rh/ e /rng/ (una consonante uvulare nasale).
|            | Bilabiali | Alveolari | Palatali | Velari  | Uvulari | Glottidali |
| ---------- | --------- | --------- | -------- | ------- | ------- | ---------- |
| Occlusive  | /p/ - p   | /t/ - t   |          | /k/ - k | /q/ - q |            |
| Fricative  | /v/       |           |          | /ɣ/     |         | /h/        |
| Nasali     | /m/       | /n/&      |          | /ŋ/     |         |            |
| Laterali   |           | /l/       |          |         | /ʁ/     |            |
| Semivocale |           |           | /j/      |         |         |            |